# ديفيد ر. مور
ديفيد ر. مور هو سياسي كندي، ولد في 28 أغسطس 1856، وتوفي في 16 مايو 1926. انتخب عضو الجمعية التشريعية لنيو برونزويك ‏.